# Sanfins de Ferreira
Sanfins de Ferreira ist eine portugiesische Gemeinde (Freguesia) im nordportugiesischen Concelho Paços de Ferreira mit 3140 Einwohnern (Stand 30. Juni 2011).

## Lage
Sanfins de Ferreira liegt etwa 5 km nördlich von Paços de Ferreira und 4 km südlich von São Martinho do Campo. Zu den Autobahnen Autoestrada A11 im Osten und zur Autoestrada A3 im Westen sind es jeweils circa 11 km Luftlinie.

## Sehenswertes

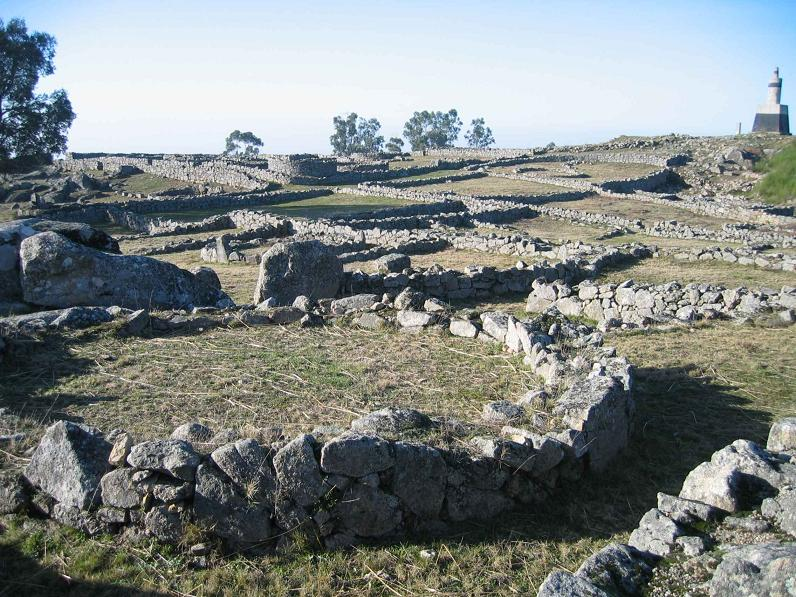
Citânia de Sanfins

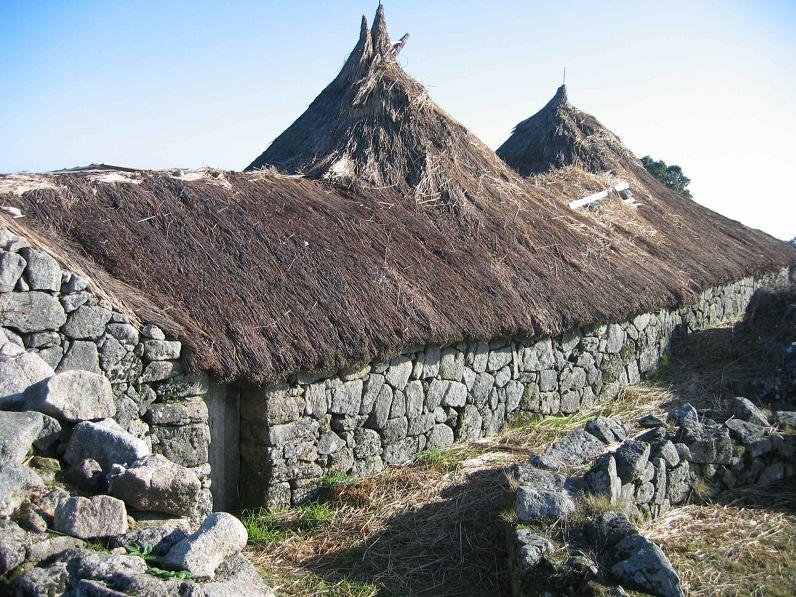
Museumsdorf Sanfins

- Nordwestlich des Ortes liegt die vorrömische Siedlung Citânia de Sanfins.
- Das Archäologische Museum von Citânia Sanfins befindet sich im Zentrum des Ortes in einem Gebäude aus dem achtzehnten Jahrhundert (1772). Es wurde am 18. Oktober 1947 begründet.[3]